# Un uomo come me
Un uomo come me è una canzone di Lucio Dalla con testo di Paola Pallottino, pubblicata nell'album Storie di casa mia e nel 1972 nel 45 giri Sulla rotta di Cristoforo Colombo/Un uomo come me.

## Testo e significato
Il testo del brano musicale, pur non essendolo, sembra autobiografico: una sorta di autoritratto, com’è d'altronde l’intero album. 
L'arrangiamento musicale con arpeggi di chitarra acustica e strumenti a plettro, ricorda il fado.
Il brano pubblicato sull'album Storie di casa mia, come i testi degli altri brani sono scritti insieme a Bardotti e Baldazzi: ma per la prima volta si ha la netta sensazione di trovarsi di fronte a un mondo che Dalla ci sta raccontando, intimamente il vissuto. Anche se il pezzo che sembra autobiografico non lo è.. 

## Altri usi
Il brano sarà utilizzato nella colonna sonora del film Il santo patrono, dove Dalla interpretava il protagonista.